# Feronia Corona
Feronia Corona is een corona op de planeet Venus. Feronia Corona werd in 1985 genoemd naar Feronia, oud-Italiaanse godin van de lente en de bloemen.
De corona heeft een diameter van 360 kilometer en bevindt zich ten noorden van Bagbartu Mons en ten oosten van de inslagkraters Tolgonay en Natalia in het quadrangle Metis Mons (V-6).